# Daugava
Daugava eller Vestlige Dvina (lettisk: Daugava; hviderussisk: Заходняя Дзьвіна, tr. Sakhodnjaja Dsvina;  russisk: Западная Двина́, tr. Sapadnaja Dvina, "Vestlige Dvina") er en flod i Østeuropa. Floden er 1.020 km lang og udspringer i Valdajhøjderne i det centrale Rusland (hvor floden Volga også udspringer) og løber gennem Hviderusland og Letland til udmundingen i Rigabugten ved Østersøen. De sidste 357 km flyder floden gennem Letland.

## Historie
Denne flod udgjorde allerede i vikingetiden den vigtigste handels- og transportvej fra Østersøen og videre østpå. Svenske vikinger begyndte deres lange færd til Konstantinopel via floden. I middelalderen sejlede tyske og hollandske købmænd (fra Hanseforbundet) på denne flod.
Ved Daugavas sydlige bred, nær Riga, besejrede den svenske konge Karl 12. den saksiske armé i slaget ved Düna den 9. juli 1701.

## Vandkraftværker
I Letland er der tre vandkraftværker med opdæmmede søer i floden. Tilsammen dækker disse halvdelen af Letlands elbehov:
- Riga Vandkraftværk i Salaspils, 35 km ovenfor Riga, er det yngste, bygget 1966 – 74, startet 5. november 1974
- Ķegums Vandkraftværk i Ķegums, yderligere 35 km oppe, er det ældste af de tre, bygget 1936 – 39, indviet 22. december 1939, i 2001 kompletteret med endnu et værk, Ķeguma HES-2, og
- Pļaviņas Vandkraftværk i Pļaviņas, 107 km fra flodmundingen, bygget 1961 – 66 og med senere udbygninger i dag det største vandkraftværk i Baltikum.
- Et fjerde er planlagt i Daugavpils; men planerne har mødt stærk kritik.

Også Hviderusland planlægger at bygge flere vandkraftværker ved Daugava.

## Byer ved Daugava
- Velisj (Велиж), Rusland
- Vitebsk, Hviderusland
- Polotsk, Hviderusland
- Daugavpils, Letland
- Jēkabpils, Letland
- Aizkraukle, Letland
- Ogre, Letland
- Salaspils, Letland
- Riga, Letland

## Rigas broer over Daugava
- 1701 Den førsta bro i Riga, der krydser Daugava, bygges
- 1872 En bro i stål bygges
- 1896 En pontonbro kommer til
- 1914 Den første jernbanebro
- 1940-1945 Broerne sprænges og bombes under 2. verdenskrig
- 1945 En pontonbro anlægges
- 1955 Stenbroen anlægges under navnet Oktoberbroen
- 1960 Kundzinsalabroen åbnes
- 1976 Salubroen åbnes under navnet Moskvabroen
- 1981 Vanšubroen åbnes under navnet Gorkijbroen